# Zala Tomašič
Zala Tomašič (25. rujna 1995.), slovenska političarka i zastupnica Slovenske demokratske stranke u Europskom parlamentu od 2024. godine. Najmlađa je izabrana europska zastupnica u povijesti Slovenije. Godine 2024. prvi put je izabrana za zastupnicu u Europskom parlamentu s 27 000 preferencijalnih glasova.

## Raniji život i obrazovanje
Nakon završene Škofijske klasične gimnazije u Šentvidu, otišla je na studij u SAD, gdje je studirala politologiju i ekonomiju. Tijekom studija obavila je pripravništvo u američkom Senatu u Washingtonu D.C.